# Teorema fondamentale del calcolo integrale
In matematica, il teorema fondamentale del calcolo integrale, detto anche teorema di Torricelli-Barrow, stabilisce un'importante connessione tra i concetti di integrale e derivata per funzioni a valori reali di variabile reale.
In particolare, dimostra che calcolare il valore dell'integrale di una funzione, a partire da un punto fisso {\displaystyle a} fino ad un punto variabile {\displaystyle x} del suo dominio, equivale esattamente a trovare una primitiva della funzione stessa.
La prima parte del teorema è detta primo teorema fondamentale del calcolo, e garantisce l'esistenza della primitiva per funzioni continue, ossia che qualsiasi funzione continua è la derivata di qualche altra funzione. La seconda parte del teorema è detta secondo teorema fondamentale del calcolo, e consente di calcolare l'integrale definito di una funzione attraverso una qualsiasi delle sue primitive.
Una prima versione del teorema è dovuta a James Gregory, mentre Isaac Barrow ne fornì una versione più generale. Isaac Newton, studente di Barrow, e Gottfried Leibniz completarono successivamente lo sviluppo della teoria matematica in cui è ambientato il teorema.

## Prima parte
Sia {\displaystyle f\colon [a,b]\to \mathbb {R} } una funzione integrabile. Si definisce funzione integrale di {\displaystyle f} la funzione {\displaystyle F} tale che:
{\displaystyle F(x)=\int _{a}^{x}f(t)\mathop {} \!\mathrm {d} t,\qquad a\leq x\leq b.}
Se {\displaystyle f} è limitata, allora {\displaystyle F} è una funzione continua in {\displaystyle [a,b]}.
Se inoltre {\displaystyle f} è una funzione continua in {\displaystyle (a,b)}, allora {\displaystyle F} è differenziabile in tutti i punti in cui {\displaystyle f} è continua e si ha:
{\displaystyle F^{\prime }(x)=f(x),}
cioè la {\displaystyle F} risulta essere una primitiva di {\displaystyle f.}
Se {\displaystyle f} è integrabile in {\displaystyle [a,b]}, allora vale la proprietà di additività dell'integrale. Si consideri, all'interno dell'intervallo {\displaystyle [a,b]} un piccolo intervallo {\displaystyle [x-\epsilon ,x+\epsilon ]} contenente il punto {\displaystyle x} generico. Si può scrivere:
{\displaystyle F(x-\epsilon )=\int _{a}^{x-\epsilon }f(t)\mathrm {d} t}
{\displaystyle F(x+\epsilon )=\int _{a}^{x-\epsilon }f(t)\mathrm {d} t+\int _{x-\epsilon }^{x+\epsilon }f(t)\mathrm {d} t}
e quindi:
{\displaystyle F(x+\epsilon )-F(x-\epsilon )=\int _{x-\epsilon }^{x+\epsilon }f(t)\mathrm {d} t.}
Se {\displaystyle f} è limitata, allora esiste un valore {\displaystyle M>f} in modo che su tutto l'intervallo {\displaystyle [a,b]} si verifica:
{\displaystyle F(x+\epsilon )-F(x-\epsilon )=\int _{x-\epsilon }^{x+\epsilon }f(t)\mathrm {d} t<M\cdot 2\epsilon .}
Ciò corrisponde alla definizione di continuità di {\displaystyle F} nel punto {\displaystyle x,} passando al limite per {\displaystyle \epsilon \to 0.}
Se inoltre la funzione {\displaystyle f} è anche continua in un punto {\displaystyle x,} allora la funzione integrale {\displaystyle F} è differenziabile in quel punto e la sua derivata vale a {\displaystyle F'(x)=f(x).}
Si consideri infatti il rapporto incrementale di {\displaystyle F}:
{\displaystyle {{F(x+h)-F(x)} \over {h}}={{1} \over {h}}\left[\int _{a}^{x+h}f(t)\mathrm {d} t-\int _{a}^{x}f(t)\mathrm {d} t\right].}
Per la proprietà di additività dell'integrale, si può scrivere:
{\displaystyle {{1} \over {h}}\left[\int _{a}^{x+h}-\int _{a}^{x}\right]={{1} \over {h}}\left[\int _{a}^{x}+\int _{x}^{x+h}-\int _{a}^{x}\right]={{1} \over {h}}\int _{x}^{x+h}.}
Dal teorema della media integrale risulta che esiste un punto {\displaystyle c_{h}}, interno all'intervallo {\displaystyle [x,x+h],} tale che:
{\displaystyle {{1} \over {h}}\int _{x}^{x+h}f(t)\mathrm {d} t=f(c_{h}).}
Si ha dunque:
{\displaystyle {{F(x+h)-F(x)} \over {h}}={{1} \over {h}}\int _{x}^{x+h}f(t)\mathrm {d} t=f(c_{h}).}
Quando {\displaystyle h\to 0} si ha:
{\displaystyle \lim _{h\rightarrow 0}c_{h}=x,}
poiché {\displaystyle x\leq c_{h}\leq x+h.} Inoltre, in forza della continuità di {\displaystyle f}, si ha:
{\displaystyle \lim _{h\to 0}f(c_{h})=f(\lim _{h\to 0}c_{h})=f(x)}
e si può concludere che:
{\displaystyle F'(x)=\lim _{h\to 0}{{F(x+h)-F(x)} \over {h}}=f(x),}
ovvero la tesi.

## Corollario del primo teorema
Sia {\displaystyle f\colon [a,b]\to \mathbb {R} } una funzione continua che ammette una primitiva {\displaystyle G} su {\displaystyle [a,b]}. Esista cioè {\displaystyle G(x)} tale che:
{\displaystyle G'(x)=f(x).}
Se {\displaystyle f} è integrabile si ha:
{\displaystyle \int _{a}^{b}f(x)\;\mathrm {d} x=G(b)-G(a).}
Tale relazione è detta formula fondamentale del calcolo integrale.
Poiché per ipotesi {\displaystyle f\colon [a,b]\mapsto \mathbb {R} } è integrabile, si può porre come nella prima parte del teorema:
{\displaystyle F(x)=\int _{a}^{x}f(t)\;\mathrm {d} t,}
in modo che sia:
{\displaystyle F(b)=\int _{a}^{b}f(x)\;\mathrm {d} x,\qquad F(a)=\int _{a}^{a}f(x)\;\mathrm {d} x=0,\qquad F(b)-F(a)=\int _{a}^{b}f(x)\;\mathrm {d} x.}
Dal teorema precedente si ottiene che:
{\displaystyle F^{\prime }(x)=f(x),}
poiché {\displaystyle f} è continua dalle ipotesi. Dall'altra ipotesi che {\displaystyle G'(x)=f(x)} segue che
{\displaystyle F^{\prime }(x)=G^{\prime }(x),}
per ogni {\displaystyle x\in [a,b].}
Per un corollario del teorema di Lagrange, esiste dunque una costante {\displaystyle c\in \mathbb {R} } tale che {\displaystyle F(x)-G(x)=c}, ovvero:
{\displaystyle F(x)=G(x)+c,}
da cui si ottiene, sostituendo alla funzione integrale {\displaystyle F(x)} la primitiva generica {\displaystyle G(x)+c:}
{\displaystyle \int _{a}^{b}f(x)\;\mathrm {d} x=F(b)-F(a)=G(b)-G(a).}

## Seconda parte
Sia {\displaystyle f\colon [a,b]\mapsto \mathbb {R} } una funzione Riemann-integrabile sul suo dominio e che ammette primitiva, ossia esiste
{\displaystyle F'(x)=f(x),}
per ogni {\displaystyle x\in [a,b]}, allora
{\displaystyle \int _{a}^{b}f(x)dx=F(b)-F(a).}
Poiché {\displaystyle f} è Riemann-integrabile, esiste ed è unico per ogni partizione dell'insieme di integrazione
{\displaystyle \int _{a}^{b}f(x)dx=\lim _{N\to \infty }\sum _{i=1}^{N}f(t_{i})(x_{i}-x_{i-1}),}
dove {\displaystyle t_{i}} è un elemento di {\displaystyle [x_{i-1},x_{i}],} {\displaystyle x_{0}=a,} {\displaystyle \lim _{N\to \infty }x_{n}=b} e per ogni {\displaystyle i} {\displaystyle \lim _{N\to \infty }(x_{i}-x_{i-1})=0.}
Da {\displaystyle \lim _{N\to \infty }(x_{i}-x_{i-1})=0} e {\displaystyle t_{i}\in [x_{i-1},x_{i}]} segue {\displaystyle \lim _{N\to \infty }x_{i-1}=\lim _{N\to \infty }x_{i}=\lim _{N\to \infty }t_{i}.}
Poiché per l'altra ipotesi {\displaystyle F'(x)=f(x)}, applicando le osservazioni precedenti alla definizione di derivata otteniamo
{\displaystyle f(t_{i})=\lim _{x\to t_{i}}{\frac {F(t_{i})-F(x)}{t_{i}-x}}=\lim _{N\to \infty }{\frac {F(\lim _{N\to \infty }x_{i})-F(x_{i-1})}{x_{i}-x_{i-1}}}=\lim _{N\to \infty }{\frac {F(x_{i})-F(x_{i-1})}{x_{i}-x_{i-1}}}}
per continuità di {\displaystyle F} in {\displaystyle t_{i}} (implicata dall'esistenza della derivata in quel punto).
Sostituendo l'espressione trovata per {\displaystyle f(t_{i})} nella somma di Riemann abbiamo
{\displaystyle \sum _{i=1}^{\infty }f(t_{i})(x_{i}-x_{i-1})=\sum _{i=1}^{\infty }{\frac {F(x_{i})-F(x_{i-1})}{(x_{i}-x_{i-1})}}(x_{i}-x_{i-1})=\sum _{i=1}^{\infty }F(x_{i})-F(x_{i-1}),}
che è una serie telescopica, dunque {\displaystyle \sum _{i=1}^{\infty }F(x_{i})-F(x_{i-1})=\lim _{n\to \infty }F(x_{n})-F(x_{0}).}
Ricordando che {\displaystyle F(x_{0})=F(a)} e che {\displaystyle \lim _{n\to \infty }F(x_{n})=F(b)}, per transitività dell'identità otteniamo
{\displaystyle \int _{a}^{b}f(x)dx=F(b)-F(a).}
QED

## Relazione fra i due teoremi
Dal secondo teorema se {\displaystyle G'(t)=f(t)} su {\displaystyle [a,b],} se {\displaystyle f} è integrabile, allora per ogni {\displaystyle x\in [a,b]}
{\displaystyle \int _{a}^{x}f(t)\mathrm {d} t=G(x)-G(a).}
Definiamo
{\displaystyle F(x)=\int _{a}^{x}f(t)\mathrm {d} t=G(x)-G(a).}
Poiché {\displaystyle F} è somma di funzioni derivabili {\displaystyle F'(x)=G'(x)} ma {\displaystyle G'(x)=f(x)} dunque {\displaystyle F'(x)=f(x).} Se assumiamo addizionalmente l'ipotesi di continuità di {\displaystyle f} si deriva precisamente il primo teorema dal secondo e dalle proprietà basilari della derivata.
Viceversa il primo teorema fondamentale del calcolo ha un'ipotesi in più del secondo (la continuità di {\displaystyle f}), dunque questo non può seguire (nel suo caso generale) dall'altro.
Facendo un esempio concreto, la formula fondamentale del calcolo, usando solo il primo teorema, non si potrebbe applicare a
{\displaystyle f(x)={\begin{cases}\sin {\frac {1}{x}},&{\textrm {se}}\ x\neq 0,\\0,&{\textrm {se}}\ x=0,\end{cases}}}
che è integrabile e ammette primitiva ma è discontinua in {\displaystyle 0}, mentre è ancora valida per il secondo teorema.

## Teorema fondamentale del calcolo integrale di Lebesgue
La continuità assoluta è una condizione necessaria e sufficiente alla validità del teorema fondamentale del calcolo integrale nell'ambito della teoria dell'integrale di Lebesgue. Una funzione {\displaystyle f} definita sull'intervallo compatto {\displaystyle [a,b]} a valori in {\displaystyle \mathbb {R} } è assolutamente continua se possiede una derivata {\displaystyle f'} definita quasi ovunque e integrabile secondo Lebesgue tale che:
{\displaystyle f(x)=f(a)+\int _{a}^{x}f'(t)\mathrm {d} t,\qquad \forall x\in [a,b].}
In modo equivalente, esiste una funzione {\displaystyle g} su {\displaystyle [a,b]} integrabile secondo Lebesgue tale che:
{\displaystyle f(x)=f(a)+\int _{a}^{x}g(t)\mathrm {d} t,\qquad \forall x\in [a,b].}
Tale definizione di assoluta continuità è detta teorema fondamentale del calcolo integrale di Lebesgue. Se le precedenti condizioni equivalenti sono verificate si ha {\displaystyle g=f'} quasi ovunque.

## Descrizione
L'enunciato del teorema può essere mostrato utilizzando diversi punti di vista:

### Approccio fisico
Si supponga di avere un punto che si muove lungo una retta la cui posizione al tempo {\displaystyle t} è individuata dalla funzione {\displaystyle F(t)\equiv s(t)}. La velocità istantanea {\displaystyle v(t)} in ogni momento è pari alla derivata {\displaystyle {\dot {s}}(t)=ds(t)/dt}. Lo spazio percorso {\displaystyle s(b)-s(a)} nell'intervallo di tempo che va da {\displaystyle a} a {\displaystyle b} è dato dalla differenza tra le posizioni occupate negli istanti {\displaystyle a} e {\displaystyle b}, e d'altra parte lo spazio percorso sarà anche uguale alla somma degli spazi percorsi in ogni istante. Se quindi si divide l'intervallo di tempo in intervallini molto piccoli:
{\displaystyle [a,b]=\Delta t_{1}\cup \dots \cup \Delta t_{N},}
si può trattare il moto in ciascun intervallo di tempo come se la velocità fosse approssimativamente costante, quindi lo spazio percorso nell'{\displaystyle i}-esimo intervallo di tempo è:
{\displaystyle \Delta s_{i}\sim v(t_{i})\cdot \Delta t_{i},\qquad \Delta F_{i}\sim F'(t_{i})\cdot \Delta t_{i}.}
Lo spazio percorso in tutto l'intervallo di tempo {\displaystyle [a,b]} è uguale alla somma degli spazi percorsi in tutti gli intervalli di tempo {\displaystyle \Delta t_{i},} cioè:
{\displaystyle s(b)-s(a)=\Delta s_{1}+\dots +\Delta s_{N}\sim v(t_{1})\cdot \Delta t_{1}+\dots +v(t_{N})\cdot \Delta t_{N},}
e analogamente nell'altra notazione:
{\displaystyle F(b)-F(a)=\Delta F_{1}+\dots +\Delta F_{N}\sim F'(t_{1})\cdot \Delta t_{1}+\dots +F'(t_{N})\cdot \Delta t_{N}.}
Grazie alla definizione di integrale di Riemann, la somma al secondo membro tende a {\displaystyle \int _{a}^{b}F'(t)\mathrm {d} t} quando gli intervalli di tempo considerati hanno lunghezze arbitrariamente piccole.

### Approccio algebrico
Data una somma {\displaystyle \sum _{k=1}^{N}a_{k}} e una successione {\displaystyle A_{0},A_{1},\ldots ,A_{N}} tale che {\displaystyle a_{k}=A_{k}-A_{k-1},} allora grazie alla proprietà associativa dell'addizione la somma si semplifica:
{\displaystyle \sum _{k=1}^{N}a_{k}=a_{N}+a_{N-1}+\cdots +a_{1}=(A_{N}-A_{N-1})+(A_{N-1}-A_{N-2})+\cdots +(A_{1}-A_{0})=A_{N}-A_{0},}
cioè si riduce alla differenza di {\displaystyle A_{k}} sugli "estremi" dell'insieme su cui varia {\displaystyle k.} Questo tipo di somme che si possono "accorciare" vengono chiamate somme telescopiche. L'analogia con la formula fondamentale del calcolo:
{\displaystyle \int _{a}^{b}F^{\prime }(t)\;\mathrm {d} t=F(b)-F(a)}
non è casuale. Si supponga di approssimare l'integrale della derivata {\displaystyle F^{\prime }} mediante una somma finita di aree di rettangolini di base lunga {\displaystyle h=1/n} e altezza {\displaystyle F^{\prime }(x_{k})} immaginando di aver diviso l'intervallo {\displaystyle [a,b]} in {\displaystyle n} sottointervalli {\displaystyle [x_{k},x_{k+1}]} lunghi {\displaystyle 1/n}, con {\displaystyle x_{0}=a} e {\displaystyle x_{n}=b}. L'integrale approssimato è dato dalla sommatoria:
{\displaystyle \sum _{k=0}^{n-1}hF'(x_{k})=h(F'(x_{n-1})+\cdots +F'(x_{0}))}
ed è possibile approssimare le derivate che compaiono nella sommatoria con i rapporti incrementali, dal momento che:
{\displaystyle F'(x_{k})\sim {\frac {F(x_{k+1})-F(x_{k})}{h}}.}
Rimpiazzando queste quantità approssimate nella sommatoria si ha:
{\displaystyle \sum _{k=0}^{n-1}hF'(x_{k})\sim h\left({\frac {F(x_{n})-F(x_{n-1})}{h}}+{\frac {F(x_{n-1})-F(x_{n-2})}{h}}+\cdots +{\frac {F(x_{1})-F(x_{0})}{h}}\right)}
e semplificando si ottiene:
{\displaystyle \sum _{k=0}^{n-1}hF'(x_{k})\sim F(x_{n})-F(x_{n-1})+F(x_{n-1})-F(x_{n-2})+\cdots +F(x_{1})-F(x_{0}).}
In conclusione, semplificando tutti gli addendi di segno opposto si ha:
{\displaystyle \sum _{k=0}^{n-1}hF'(x_{k})\sim F(x_{n})-F(x_{0})=F(b)-F(a).}

#### Dimostrazione alternativa
L'argomento appena presentato può essere usato (con piccole modifiche) per dimostrare la formula fondamentale del calcolo. Si consideri per ogni {\displaystyle n} un'approssimazione dell'integrale di Riemann di {\displaystyle F^{\prime }(x)} simile alla precedente, ma in cui si calcola {\displaystyle F^{\prime }} su valori {\displaystyle {\bar {x}}_{k}} interni a ciascun intervallo {\displaystyle [x_{k},x_{k+1}]}:
{\displaystyle \sum _{k=0}^{n-1}hF'({\bar {x}}_{k})=h(F'({\bar {x}}_{n-1})+\cdots +F'({\bar {x}}_{0}))}
in cui {\displaystyle {\bar {x}}_{k}} è dato dal teorema di Lagrange applicato a {\displaystyle F} nell'intervallo {\displaystyle [x_{k},x_{k}+1]}, cioè:
{\displaystyle hF^{\prime }({\bar {x}}_{k})=F(x_{k})-F(x_{k+1}).}
Allora, fatte le dovute semplificazioni, si ha:
{\displaystyle \sum _{k=0}^{n-1}hF'({\bar {x}}_{k})=F(x_{n})-F(x_{n-1})+F(x_{n-1})-F(x_{n-2})+\cdots +F(x_{1})-F(x_{0})=F(x_{n})-F(x_{0})=F(b)-F(a).}
D'altra parte, dalla definizione di integrale di Riemann l'integrale approssimato che si è considerato deve convergere (se {\displaystyle F^{\prime }} è integrabile secondo Riemann) per {\displaystyle n\to \infty } all'integrale {\displaystyle \int _{a}^{b}F^{\prime }(x)\mathrm {d} x}; e dunque è dimostrata la formula fondamentale del calcolo.

## Generalizzazioni
Il teorema si può generalizzare in diverse direzioni. Si possono considerare in primo luogo le estensioni della nozione di derivata in spazi euclidei a più dimensioni (il concetto di funzione differenziabile e di derivata parziale) e l'integrazione su varietà di forme differenziali. Gli analoghi del teorema fondamentale del calcolo in questo contesto sono il teorema di Ostrogradskij, il teorema di Kelvin e la loro generalizzazione: il teorema di Stokes.
Nell'ambito dell'integrazione secondo Lebesgue il teorema fondamentale del calcolo diviene più generale e potente ed asserisce che l'integrale di una funzione sommabile è una funzione assolutamente continua (e pertanto differenziabile quasi ovunque), la cui derivata debole è l'integranda stessa. Naturalmente, nel caso in cui si assumano maggiori ipotesi di regolarità (per esempio, la continuità dell'integranda), si ottiene immediatamente il teorema fondamentale del calcolo di cui sopra.
Cambiando ancora il genere di metodo di integrazione coinvolto si ottengono versioni del teorema ancora più potenti: utilizzando il cosiddetto "integrale di gauge", definito in vari modi da Denjoy, Perron, Henstock e Kurzweil, infatti si può dimostrare che il secondo teorema vale senza alcuna ipotesi sulla funzione {\displaystyle F^{\prime }}.
Si può considerare anche la nozione di derivabilità e integrabilità sul piano complesso (vedi le funzioni olomorfe e meromorfe), in questo caso gli analoghi del teorema fondamentale del calcolo sono il teorema integrale di Cauchy e il teorema dei residui.